# 콜로노스의 오이디푸스

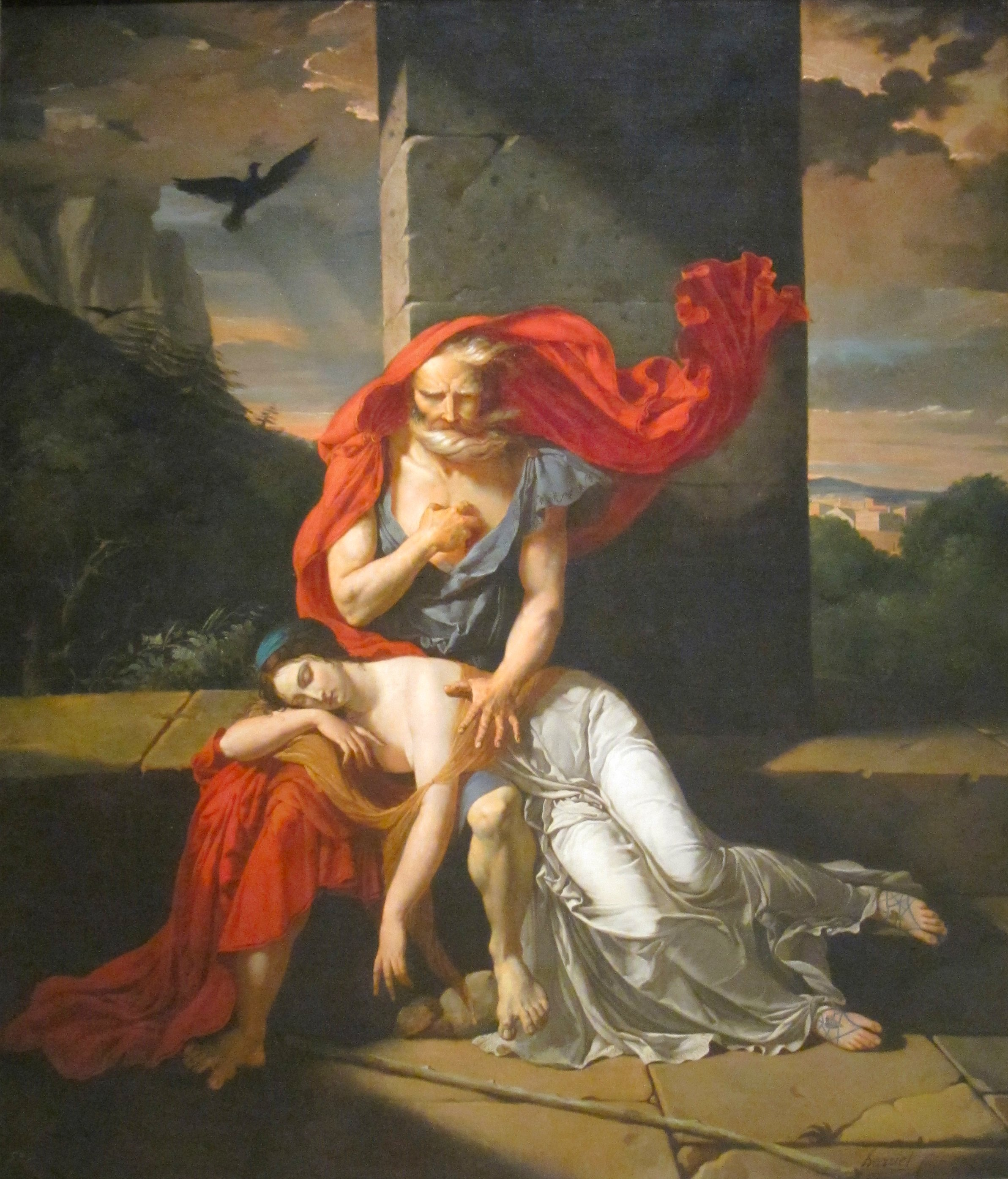

《콜로노스의 오이디푸스》(고대 그리스어: Οἰδίπους ἐπὶ Κολωνῷ Oidipous epi Kolōnō[*])는 소포클레스가 지은 아테네 비극이다. 소포클레스가 지은 테베 3부작 중의 하나로 가장 마지막에 쓰였다. 사건이 벌어진 순서는 《오이디푸스 왕》이 처음이고, 그 다음이 《콜로노스의 오이디푸스》이며, 마지막이 《안티고네》이다. 기원전 406년, 소포클레스가 죽기 직전에 쓴 비극으로 그와 이름이 같은 손자에 의해 기원전 401년에 공연되었다.
이 비극은 오이디푸스의 비극적인 삶의 마지막을 묘사하고 있다. 전설에서는 오이디푸스가 죽는 장소가 다르다. 소포클레스는 그 장소를 소포클레스 자신의 고향이기도 한 아테나이 근교의 한 마을 콜로노스에, 눈이 먼 오이디푸스가 복수의 여신들과 아테네의 왕 테세우스에 대한 탄원자들로써 그의 딸 안티고네와 이스메네와 함께 오는 것으로 설정하고 있다.

## 배경
＜오이디푸스 왕＞에서와는 달리 ＜콜로노스의 오이디푸스＞의 오이디푸스는 모르고 저지른 범죄와 정당방위는 죄가 아니라고 강변한다. 그러나 그의 죄가 면죄될 수 있는 것은 아니다. 운명의 비밀을 집요하게 캐내려는 지나친 호기심과 행동에는 이미 오만이라는 죄가 내재되어 있기 때문이다. 그리고 오만한 인간에게 신의 심판은 불가피하다. 과거에 라이오스를 죽였던 오이디푸스의 성급한 성격은 크레온과의 대립에서, 그리고 아들 폴리네이케스와의 대립에서 다시 반복되고 있다. ＜콜로노스의 오이디푸스＞에는 ＜오이디푸스 왕＞에서처럼 운명에 저항하는 개인의 의지가 그리 크게 드러나지 않는다. 콜로노스의 오이디푸스는 도리어 운명에 순응하고 자신에게 다가올 죽음을 담담하게 받아들이기 때문이다. 코러스는 자신의 운명을 피하기 위해 아무리 발버둥을 쳐도 그것이 헛된 일임을 상기시키고 운명에 순응하지 않으면 안 된다는 메시지를 강하게 전달한다.
오이디푸스가 테베로부터 추방되지만, 아무도 신들이 왜 오이디푸스의 운명을 그렇게 정했는가를 묻지 않는다. 인간에게 내려진 신의 부당한 재난조차도 그리스 사람들에게는 신이 주관하는 우주 질서의 일부로 파악되었기 때문이다. 이 작품은 이 세상에 인간으로서는 불가해한 힘이 존재한다는 사실을 상기시키고, 이러한 힘이 인간의 노력이나 이성의 영역 밖에서 인간의 삶을 끊임없이 위협하고 있다는 불안한 사실을 상기시키면서 인간 존재의 취약성을 드러낸다.
이 작품에서 신탁은 진실인 것으로 판명되지만 그 신탁의 목적이 무엇인지 선명하게 드러나지는 않는다. 인간으로서는 알 수 없는 신의 뜻이라는 비논리적인 요소가 작용하고 있는 것이다. 운명과의 관계에서 인간의 한계는 너무나 분명하다. 그럼에도 불구하고 오이디푸스의 행위와 한 인간으로서의 당당함과 의연함은 인간의 존엄성을 부각시킨다. 죽음을 이미 예견하고 있었던 오이디푸스지만 죽음이 임박하기 직전까지 갈등하고 고뇌한다. 그러나 오이디푸스는 성숙한 내면의 눈으로 자신과 자신을 둘러싼 세계를 성찰하고 마침내 죽음을 담담하게 받아들인다. 오이디푸스가 삶에 더 이상 연연하지 않고 숙명적인 죽음의 자리로 의연하게 스스로 걸어 들어가는 장면은 감동적이다. 따라서 그의 죽음은 우리에게 깊은 연민을 자아낸다.

## 등장 인물
- 오이디푸스
- 안티고네 - 오이디푸스의 딸
- 이스메네 - 오이디푸스의 딸
- 콜로노스의 주민
- 테세우스 - 아테네의 왕
- 크레온- 테베의 왕
- 폴뤼네이케스 - 오이디푸스의 아들
- 사자
- 코로스

## 읽어 보기
원전
- Sophoclis, Oedipus Coloneus edited with a Commentary by R. Jebb, Cambridge University Press 1955.

번역본
- 소포클레스, 《소포클레스 비극 전집》 151~230쪽, 천병희 옮김, 도서출판 숲, 2008, ISBN 978-89-91290-21-1
- 소포클레스, 《오이디푸스 왕/콜로노스의 오이디푸스》, 천병희 옮김, 양운덕 해설, 도서출판 숲, 2017, 107~217면, ISBN 978-89-91290-76-1
  - 위의 2008년 번역본 중에서 오이디푸스 왕과 콜로노스의 오이디푸스를 다시 번역해 출판한 것이다.